# Princess Yachts

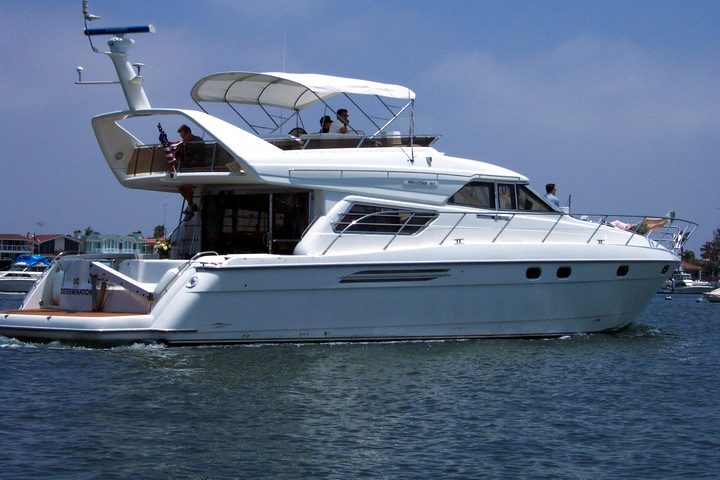
Princess 60 från mitten eller slutet av 1990-talet

Princess Yachts International är en brittisk båttillverkare, som grundades 1965 i Plymouth. 

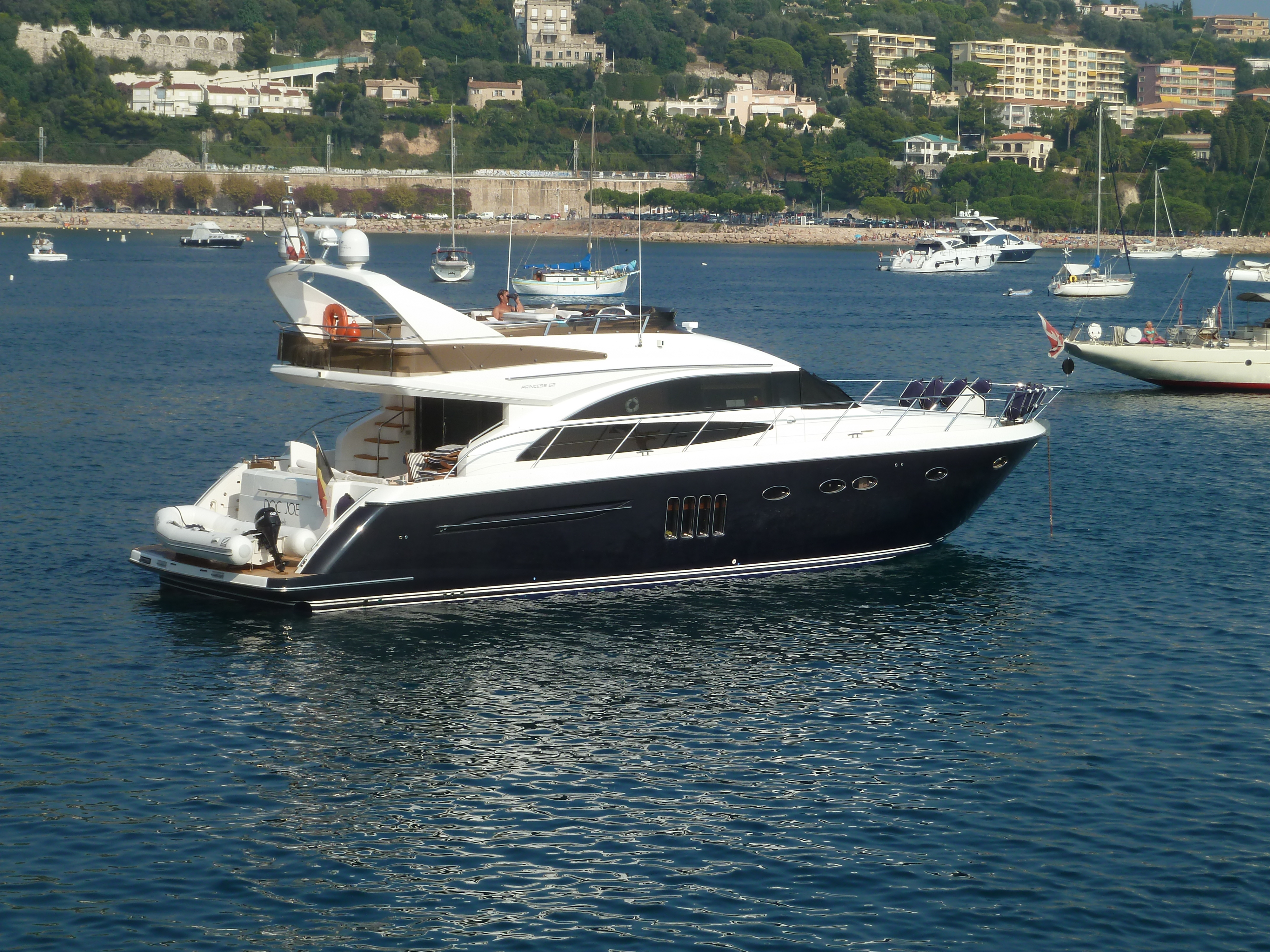
Princess 62

Den första båtmodellen kom 1967 och hette Project 31. Fram till idag har Princess tillverkat över 80 båtmodeller och är en av de stora aktörerna på båtmarknaden. 
År 2012 bestod Princess modellprogrammet av sportscruisers mellan 13 och 26 meter, flybridgebåtar mellan 12 och 30 meter och två större modeller på 32 respektive 40 meter.